# Estornell de Meves
L'estornell de Meves (Lamprotornis mevesii) és una espècie d'ocell de la família dels estúrnids (Sturnidae). Habita les sabanes i herbassars de l'Àfrica central. El seu estat de conservació es considera de risc mínim.
El nom específic de Meves fa referència al zoòleg alemany Friedrich Wilhelm Meves (1814-1891).

## Taxonomia
Segons la llista mundial d'ocells del Congrés Ornitològic Internacional (versió 12.2, juliol 2022), l'estornell de Meves té tres subespècies:
- Lamprotornis mevesii mevesii - del sud de Zàmbia i sud de Malawi al nord de Botswana and nord de Sud-àfrica
- Lamprotornis mevesii benguelensis - Sud-oest d'Angola.
- Lamprotornis mevesii violacior - Sud d'Angola i nord de Namíbia
Tanmateix, altres obres taxonòmiques, com el Handook of the Birds of the World i la quarta versió de la BirdLife International Checklist of the birds of the world (Desembre 2019), consideren que cada subespècie s'hauria de desmembrar en una nova espècie diferent. Segons aquest criteri, els tàxons resultants serien:
- Lamprotornis mevesii (Stricto sensu) - Estornell de Meves
- Lamprotornis benguelensis - Estornell de Benguela
- Lamprotornis violacior - Estornell de Cunene